# Pamfilija
Pamfilija (lat. Pamphylia; grč. Παμφυλία), starovjekovna regija na jugu Male Azije između Licije i Cilicije, koja se prostirala od Mediterana do planine Taurus (suvremena pokrajina Antalya u Turskoj). Na sjeveru je graničila s Pizidijom te bila relativno mala, s obalom dužine 75 milja i zaleđem od 30 milja. Pod rimskom upravom je izraz Pamfilija počeo podrazumijevati i Pizidiju, odnosno sve oblasti do granice s Frigijom i Likaonijom, te ga kao takav koristi i Ptolemej. Najveći gradovi ove drevne regije bili su Aspend, Atalija, Perga i Sida.

## Etimologija
Naziv Pamfilija doslovno znači „sva plemena“ (pan „svi“ + phylē „pleme“) a odnosi se na Dorane koji su je kolonizirali. Postoji legendarni lik (Pamfil, Pamphylos, sin Eigimija) koji je to personalizirao.

## Podrijetlo Pamfilijaca
Malo je sumnje da su Pamfilijci i Pizidijci bili jedan te isti narod, ali je Pamfilija zahvaljujući kolonizaciji iz Grčke i drugih zemalja, te većoj plodnosti, postala civiliziranija od svog susjeda. Međutim, razlike između dvije ovlasti postoje od ranije. Herodot, koji ne spominje Pizidijce, navodi Pamfilijce kao narode Male Azije, dok Efor navodi oba naroda, praveći razliku između onog na obali i u zaleđu. Rani Pamfilijci su kao i Likijci imali vlastitu abecedu, djelomično pod grčkim i azijskim utjecajem od kojih je sačuvano nekoliko natpisa. Legenda koju citiraju Herodot i Strabon, porijeklo Pamfilijaca dovodi u vezu s Amfilohom i Kalhom nakon trojanskog rata. S druge strane povjesničari vjeruju da su Pamfilijci bili azijskog, odnosno miješanog podrijetla.

## Povijest
Regija Pamfilije se u povijesti prvi put spominje u hetitskim dokumentima. u ugovoru između velikog hetitskog kralja Tuthalije IV. i njegovog vazala, kralja Tahuntase, navodi se grad "Parha" (Perga), i „rijeka Kastaraya“ (u klasično doba Kestros, u današnjoj Turskoj pod imenom Aksu Çayı).
Prvo navođenje Pamfilijaca ih spominje kao narod koji je pokorila Lidija, dok su ih kasnije pokorili Perzijanci na čelu s Kirom Velikim, te Makedonci pod Aleksandrom Makedonskim. Nakon poraza Antioha III. godine 190. pr. Kr. Rimljani su ih prepustili Eumenu od Pergama; ali nešto nakon toga su postali saveznici Pizidijcima i Cilijcima u piratskim pothvatima, grad Side je postalo glavno piratsko središte. Pamfilija je kraće vrijeme bila pod vlašću Aminte, kralja Galacije, da bi nakon njegove smrti postala rimska provincija. Pamfilijci su u rimsko doba bili helenizirani, a iza sebe su ostavili značajne tragove civilizacije u Pergi, Aspendosu i Sideu. 
Početkom 20. stoljeća regija se naselila izbjeglicama iz Grčke, Krete i ostatka Balkana, a pogotovo nakon grčko-turskog rata početkom 1920-ih.

## Arheološka nalazišta
- Eurimedonski most, rimski most koji su obnovili Seldžuci

## Vanjske poveznice
- Pamfilija (Livius.org, Jona Lendering)  Arhivirana inačica izvorne stranice od 29. prosinca 2012. (Wayback Machine)